# إنيريدا
إنيريدا (بالإسبانية: Inírida) هي بلدية وعاصمة إدارة غواينيا في كولومبيا، كانت تسمى سابقا بويرتو إنيريدا. تأسست في عام 1963. وتمت إعادة تسميتها في عام 1974.
يبلغ سكانها 10,891 نسمة (حسب تعداد 2005) ومعظمهم من السكان الأصليين ويشكلون نحو ثلث سكان إدارة غواينيا.